# Llanquihue (Chile)
Llanquihue ist eine Kommune im Süden Chiles. Sie liegt in der gleichnamigen Provinz in der Region de los Lagos. Sie hat 17.591 Einwohner und liegt ca. 25 Kilometer nördlich von Puerto Montt, der Hauptstadt der Region.

## Geschichte
Ursprünglich wurde das Gebiet der Kommune von indigenen Völkern bewohnt, unter anderem den Mapuchen. Der Name Llanquihue stammt vom mapudungunen Wort „llanquyn-we“, was so viel bedeutet wie „Ort, an dem man ins Wasser eintauchen kann“. Damit bezieht sich der Name auf den gleichnamigen See, an dessen Ufer Llanquihue liegt, der der zweitgrößte See Chiles ist. Zwischen 1860 und 1863 kam es zur militärischen Besetzung des Gebiets durch die chilenische Armee, bei der die Mapuche vertrieben wurden. Ende des 19. Jahrhunderts siedelten verstärkt deutsche Kolonisten auf dem Gebiet, da es sowohl am See als auch am Ursprung des Río Maullín liegt, der in den Pazifischen Ozean fließt. 1907 wurde die Gemeinde an die Eisenbahn angeschlossen. Da die Stadt damit an die Strecke Santiago-Puerto Montt direkt angeschlossen war, gab dies der Gemeinde, die damals noch Teil von Puerto Varas war, einen großen Schub.
Am 16. Juni 1968 wurde Llanquihue offiziell der Status einer eigenen Kommune zuerkannt, erster Bürgermeister wurde Ewaldo Mödinger.
1984 fand das erste „Bierfest am See“ statt, die erste Bierveranstaltung in Chile.

## Demografie und Geografie

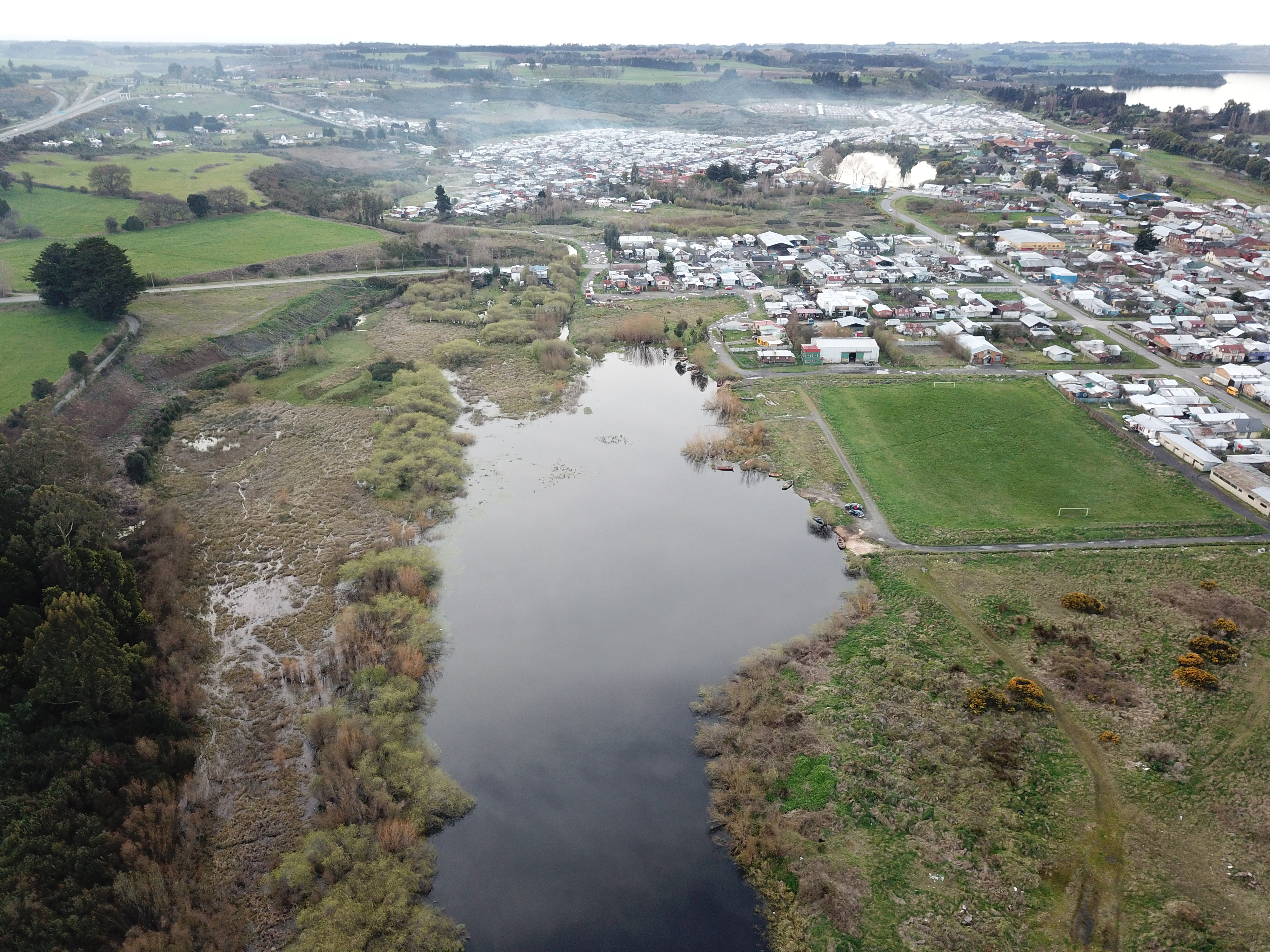
Feuchtgebiet in der Gemeinde Llanquihue

Laut der Volkszählung aus dem Jahr 2017 leben in Llanquihue 17.591 Einwohner, davon sind 8627 männlich und 8964 weiblich. 80,8 % leben in urbanem Gebiet, der Rest in ländlichem Gebiet. Neben der Gemeinde Llanquihue gehören mehrere Ortschaften zur Kommune, etwa Totoral, Los Pellines und Loncotoro. Die Kommune hat eine Fläche von 420,8 km² und grenzt im Norden an Frutillar, im Osten und Süden an Puerto Varas und im Westen an Fresia und Los Muermos.
Bedeutend für die Gemeinde ist die Lage sowohl direkt am Lago Llanquihue und am Río Maullín als auch das sich im Hinterland befindliche besondere System an Feuchtgebieten. Auch wenn inzwischen viele der ursprünglich vorhandenen Seen und Tümpel trockengelegt worden sind, leben in den vorhandenen immer noch viele verschiedene Fisch- und Vogelarten. In der jüngeren Vergangenheit haben sich verschiedene Initiativen gebildet, die sich für die Konservation der Feuchtgebiete einsetzen, allerdings konnten bisher nicht viele Fortschritte zum Schutz der Gebiete durchgesetzt werden.

## Wirtschaft und Politik
In Llanquihue gibt es 360 angemeldete Unternehmen, davon sind mehrere Lebensmittelkonzerne. In Chile besonders bekannt ist Cecinas Llanquihue, das hauptsächlich Fleisch- und Wurstwaren verarbeitet und herstellt. Des Weiteren befindet sich eine Fabrik des internationalen Lebensmittelkonzerns Nestlé in Llanquihue.
Der aktuelle Bürgermeister von Llanquihue ist Víctor Angulo Muñoz von der christdemokratischen PDC. Auf nationaler Ebene liegt Llanquihue im 56. Wahlkreis, unter anderem zusammen mit Puyehue, Frutillar und Puerto Varas.

## Kultur und Tourismus
Auch wenn Llanquihue nicht so bekannt ist wie die beiden Nachbarstädte Frutillar und Puerto Varas, ziehen die Lage am Llanquihuesee und der direkte Blick auf die Vulkane Osorno, Calbuco und Tronador Touristen an. Wichtig ist ebenfalls die deutsche Kolonialisation der Gemeinde, so befindet sich im Ortsteil Totoral das Denkmal „Unsern Ahnen“. Außerdem stehen in der Gemeinde Häuser im deutschen Stil. Auch einige kulturelle Bräuche wurden von den deutschen Kolonisten übernommen, so wird jedes Jahr im Januar das sogenannte „Bierfest“ gefeiert, und im Dezember gibt es einen kleinen Weihnachtsmarkt. Außerdem wird in Llanquihue regelmäßig im Februar das „Vive Verano“ Festival gefeiert.

## Fotogalerie

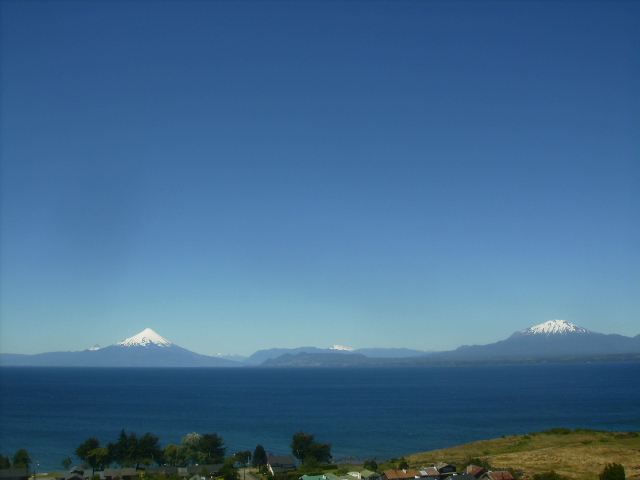
Blick auf die Vulkane Osorno und Calbuco von Llanquihue aus
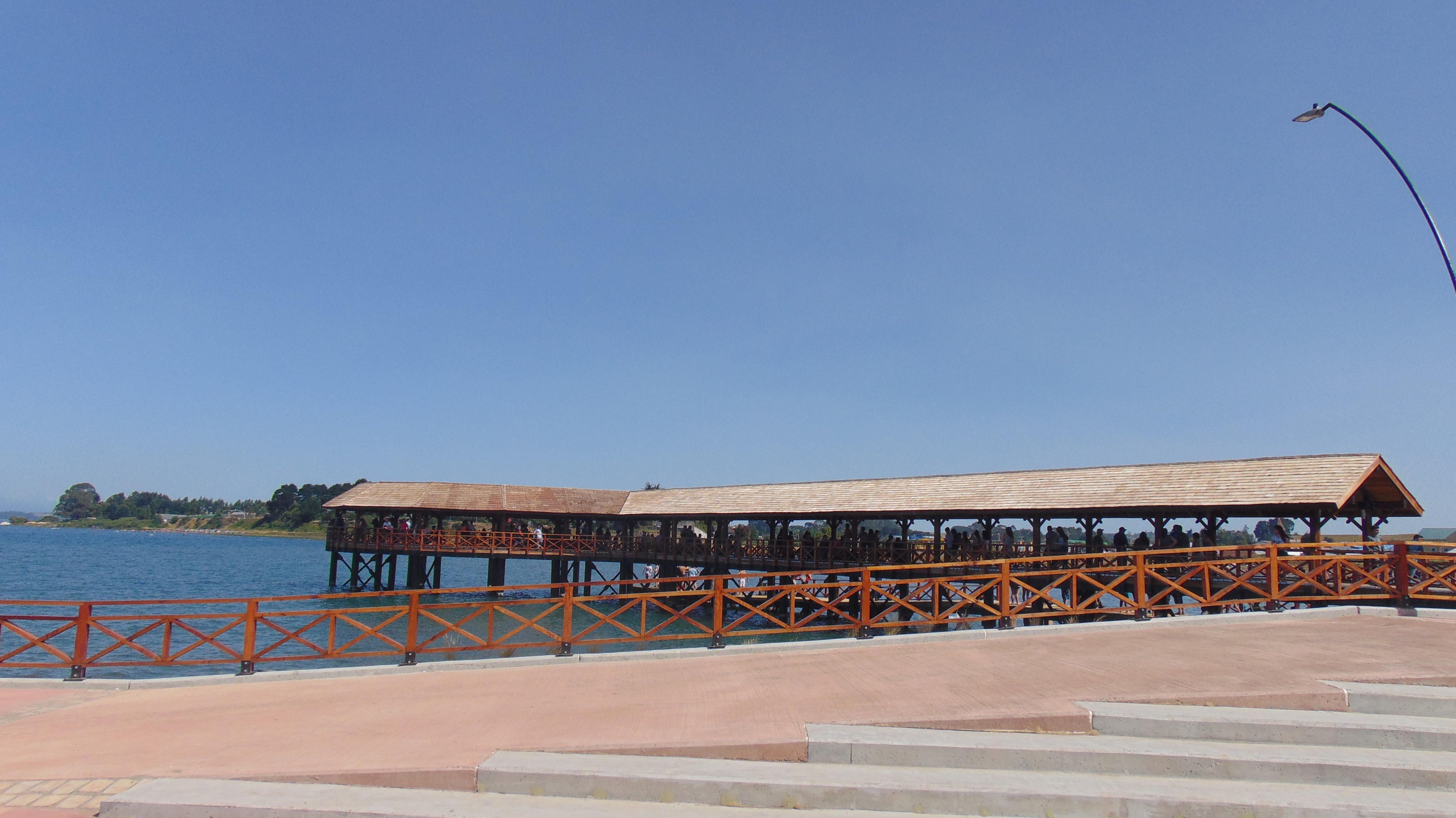
Seebrücke von Llanquihue
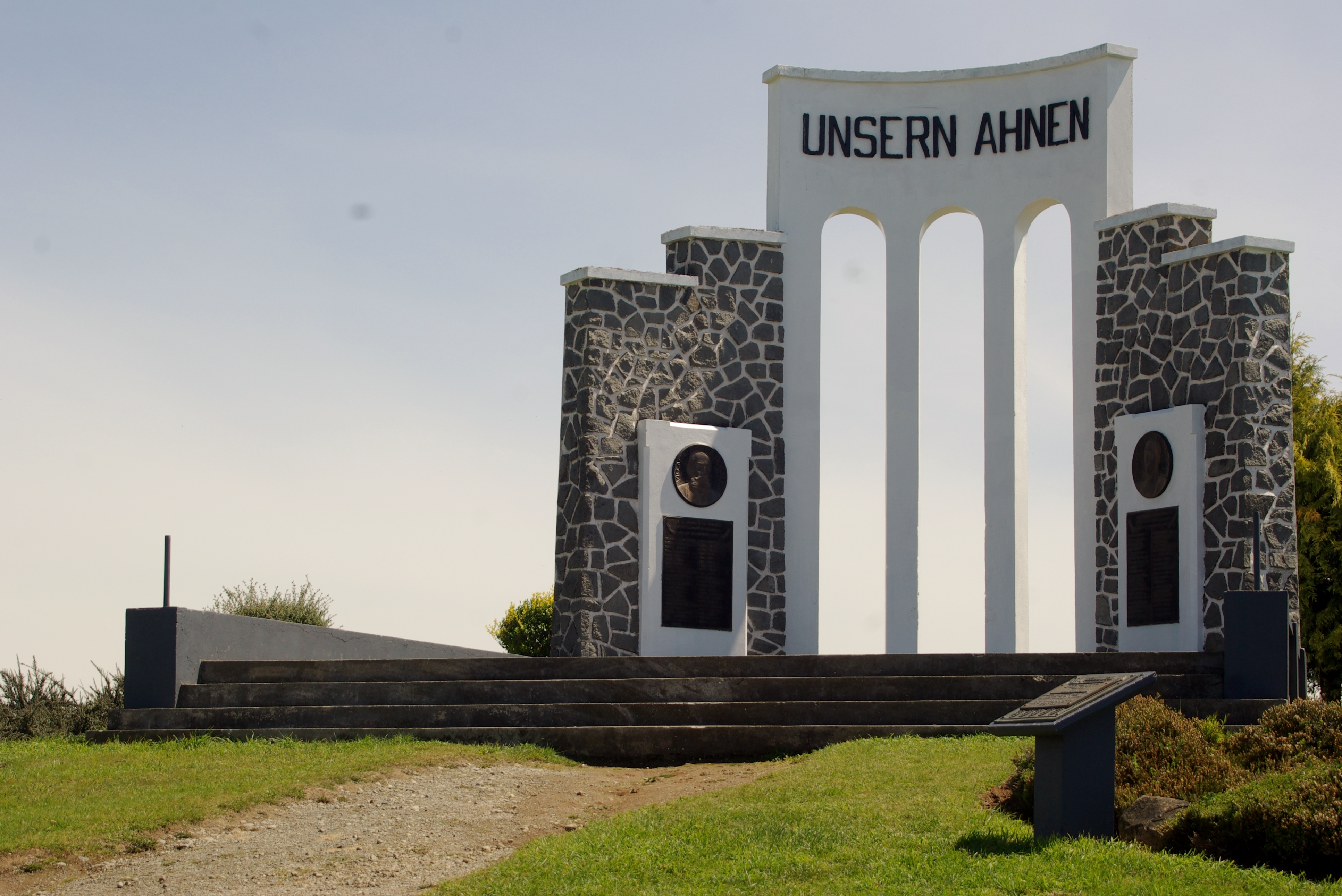
Denkmal Unsern Ahnen
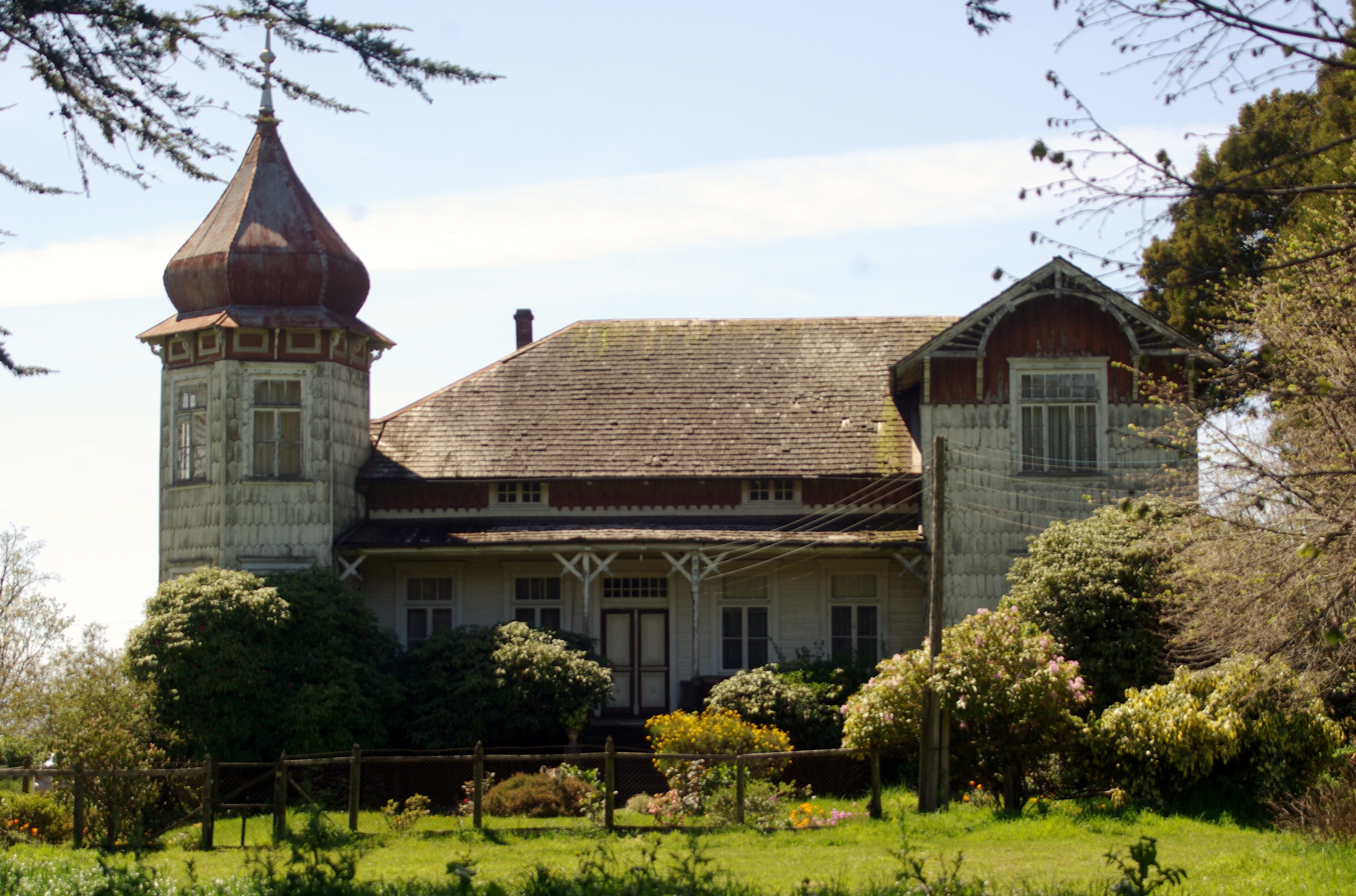
Typisches Haus im deutschen Stil
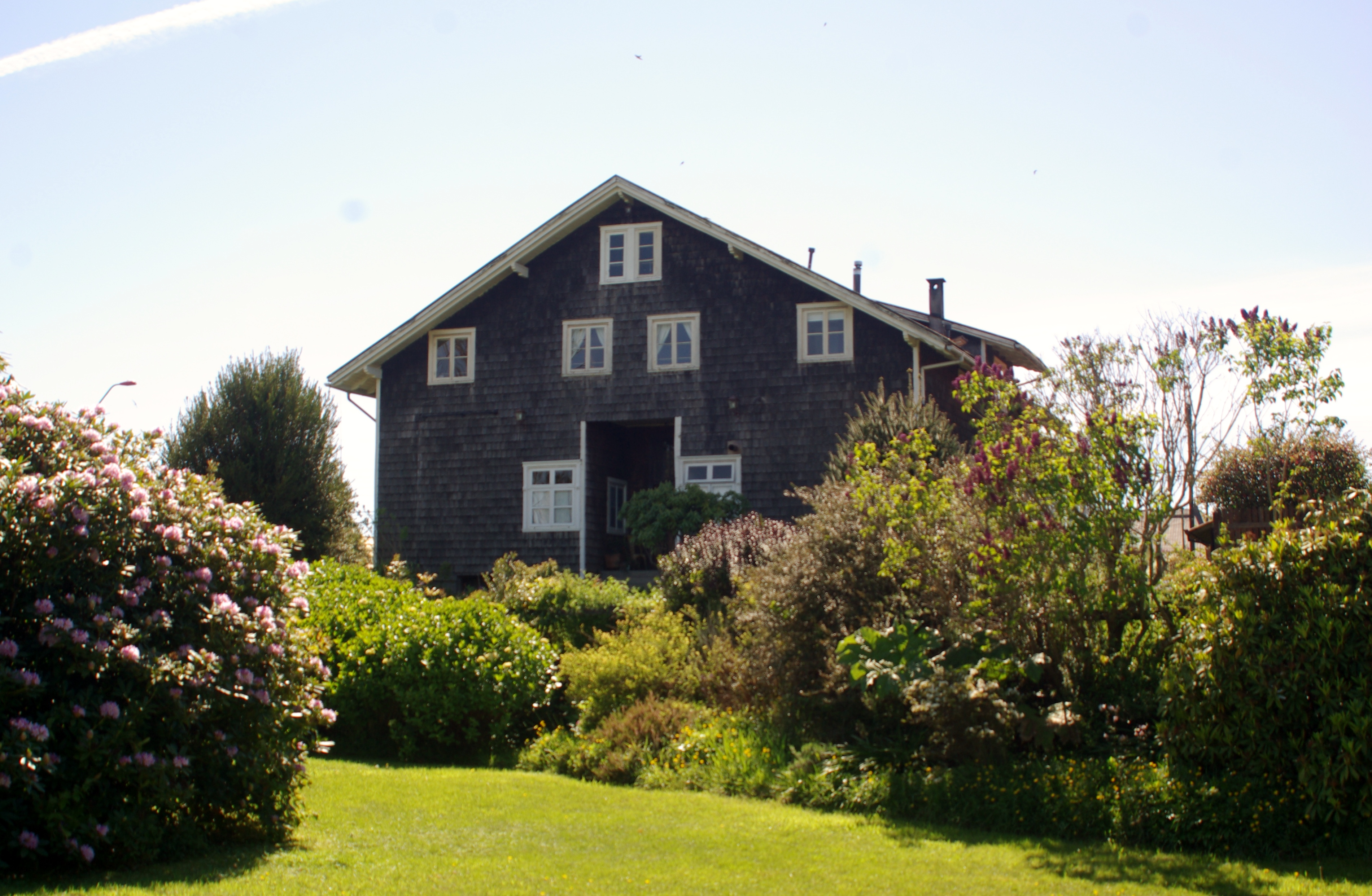
Die Casa Werner
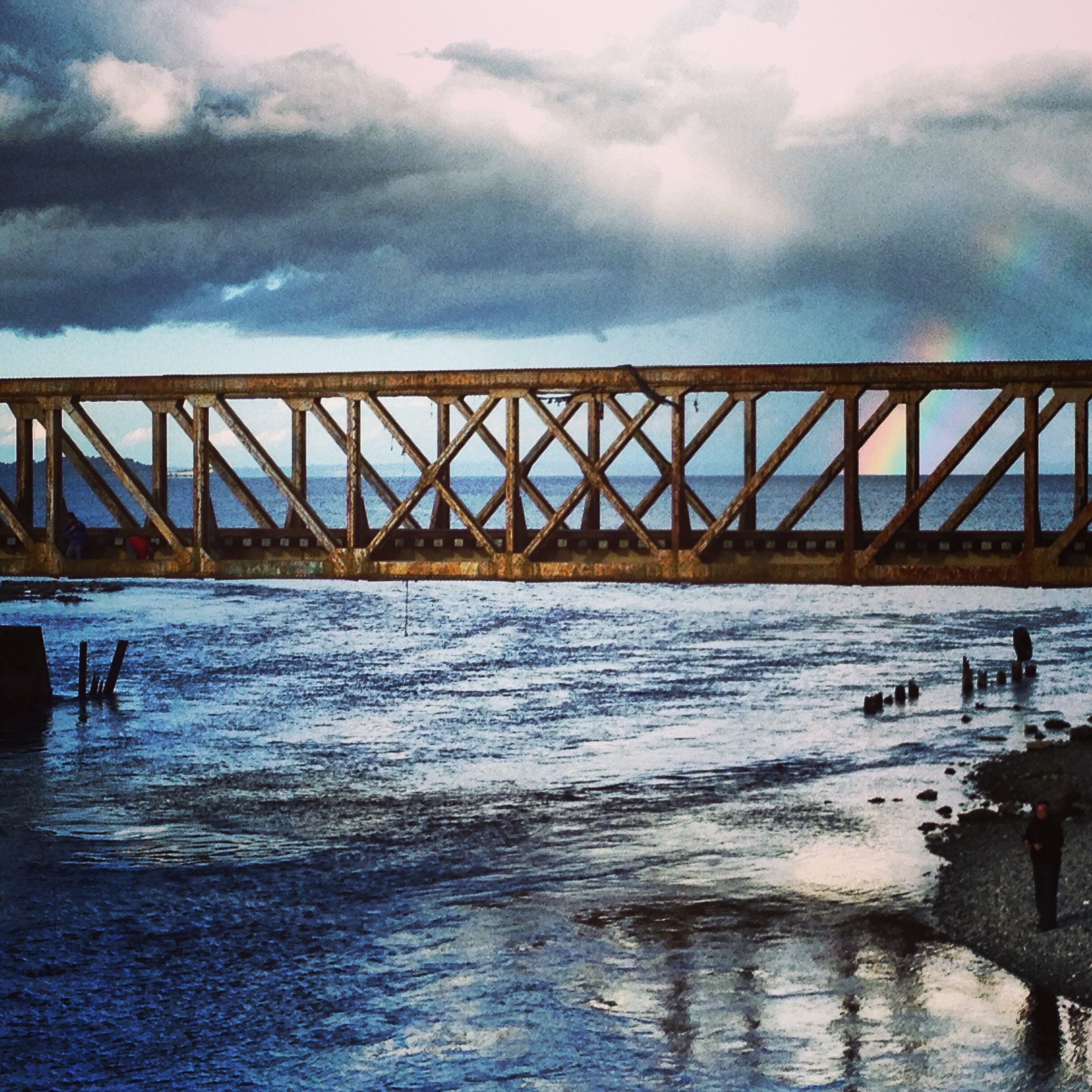
Blick auf den See und die alte Eisenbahnbrücke